# Коло среће (ТВ емисија)
Коло среће (енгл. Wheel of Fortune) је квиз пореклом из Сједињене Америчке Државе. Квиз је почео са емитовањем на америчком каналу Си-Би-Ес од 6. јануара 1975. године.
У Србији квиз је свој живот започео 21. децембра 2015. на Хепи телевизији све до 21. јуна 2016. године. Продукцију емисије радила је Емоушн продукција.
Водитељи квиза током две сезоне били су Милорад Мандић Манда и Сораја Вучелић, док су такмичари познате личности који решавају задатке а сав приход ишао је у хуманитарне сврхе.
Крајем априла 2025. године, након десет година од последњег приказивања на телевизији, нове сезоне "Коло среће" су кренуле са емитовањем на ТВ Б92. Водитељи треће сезоне су Владимир Димитријевић и Верица Михајловић.

## Правила
Квиз је заснован на игри вешала, где се погађа које слово недостаје у задатом појму (са изузетком рунди Брзи прсти, видети испод). Играју га три такмичара користећи знање и срећу на насловном колу да би зарадили новац.
Квиз има дванаест задатака у обе верзије, при чему су први, пети и девети задатак Брзи прсти. Остале рунде су такозвано "класично Коло".
- Брзи прсти: У оквиру ове рунде такмичарима се приказује задатак код кога се у краћем временском року аутоматски откривају слова. Такмичари се јављају тастерима, а први који погоди осваја 100 евра и право да први врти Коло и бира категорију за следећи задатак.
- Класично Коло: Такмичарима се открива задатак са потпуно непознатим словима. Почевши од одређеног такмичара (први такмичар који врти Коло је онај који освоји Брзе прсте, а након тога следећи такмичар по реду), сваки такмичар врти Коло. Вредност новца на којој Коло стане представља вредност погођеног сугласника. Самогласник се плаћа 40 евра пре погађања. Свако тачно слово у задатку даје такмичару право да или погађа задатак (тачан погодак носи исту вредност на којој је Коло стало као и за појединачни сугласник) или да поново врти Коло за још једно слово. Такмичари се труде да избегну поља Банкрот и Изгубљен круг на Колу: Банкрот аутоматски брише сав добијен новац до тренутка банкрота уз губитак права на даље погађање док Изгубљен круг представља губитак права на погађање. Други, шести и десети задатак су изборни задаци (такмичар који освоји Брзе прсте пре њих бира једну од три категорије) док су преостали задаци са већ задатом категоријом.

Такмичар са највише новца на крају игре иде у Бонус рунду а остала два такмичара кући носе зарађени новац.
Бонус рунда је игра за додатну премију у износу од 1000 до 5000 евра. Победник најпре врти мали точак среће који на себи има 24 коверти. Водитељ узима коверат и чита за себе која је награда извучена. Након тога такмичар иде пред таблу за бонус задатак. Бонус задатак се игра као класично Коло, с тим што се аутоматски откривају латинична слова R S T L N E (ако их има у задатку), а такмичар има право да погађа два сугласника и један самогласник (самогласник је бесплатан). Након што је завршио са погађањем слова такмичар има 20 секунди да погоди задатак. Ако га тачно погоди у року водитељ открива коверту са новцем и додаје њену вредност на новац из главне игре (који представља загарантовану суму). Ако такмичар промаши одлази са загарантованом сумом.
Верзија квиза на Хепи ТВ разликовала се од верзије на Б92 по неким елементима: "Брзи прсти" су били познати под именом "На брзака" и разликовали су се по вредности (први за 30 евра; остали за 20 евра); "Класично Коло" је имало назив "Азбука" и нису постојале рунде са избором категорија; на Колу су постојала четири поља са робним наградама које су могле бити освојене, али и изгубљене банкротом; "Изгубљен круг" је био познат као Малер; Бонус рунда је била позната као "Екстра рунда" и нудила је слова P R S T A уместо R S T L N E.